# مان ديزل
مان ديزل (بالإنجليزية: MAN Diesel SE)‏ هي شركة تصنيع ألمانية لمحركات الديزل ذات التجويف الكبير لأنظمة الدفع البحرية وتطبيقات محطات الطاقة. في عام 2010 تم دمجها مع MAN Turbo لتشكيل MAN Diesel & Turbo .